# Емил Валев
Емил Борисович Валев (на руски: Эмиль Борисович Валев) е руски географ от български произход, заслужил деятел на науките в Руската федерация и заслужил професор в Московския държавен университет.

## Биография
Роден е на 22 януари 1921 г. в България, в семейство на учители. Баща му взима участие в Септемврийското въстание през 1923 и след неуспеха, заплашен от смъртно наказание, напуска родината заедно със семейството си. Първоначално живеят в Югославия, след това във Франция и през 1930 г. заминават за СССР.
През 1939 г. Валев записва да учи във Факултета по география на Московския държавен университет. В началото на Втората световна война участва в кървавите битки във Вязма (Вяземска фронтова отбранителна операция). През 1943 е демобилизиран след тежка контузия и той продължава обучението си като се дипломира през 1946 г. Три години по-късно защитава докторска дисертация на тема „България. Икономически и географски характеристики“.
През 1955 г. участва в изследване на географията на България, което довежда до издаването на два тома „География на България“, съвместно с Института по география на Руската академия на науките и на Българската академия на науките. Вълев се превръща в признат експерт в икономическата география на социалистическите страни.
През 1961 г., от името на Президиума на СССР, Вълев довежда група от научни работници в България за изучаване характеристиките на икономическото развитие в долното течение на река Дунав.
От 1981 г. е доктор на географските науки. За повече от 20 години той ръководи практиката на преподаване и изследване на студенти в различни части на бившия Съветски съюз, Русия и някои страни от ОНД. Той публикува около 280 статии в Русия и няколко чужди страни.
Умира на 17 юли 2014 година на 93-годишна възраст.

## Признание и почести
- Почетен член на Българското географско дружество.[2]
- Почетен професор на Московския държавен университет.
- Удостоен е с награда за участие във Великата Отечествена война.[2]